# De Witte Molen (Arnhem)
De Witte Molen of Witte Watermolen is een korenmolen in Park Sonsbeek in de stad Arnhem in de Nederlandse provincie Gelderland.
Al rond 1470 moet de huidige molen gebouwd zijn. Oorspronkelijk stonden er diverse watermolens langs de Sint-Jans- of Sonsbeek. De Witte Molen is de enige overgebleven bedrijfsvaardige molen. Verder stroomopwaarts staat de niet meer in gebruik zijnde Begijnenmolen waarin het Nederlands Watermuseum is ondergebracht.
De Witte Molen is in 1966 en 1967 grondig gerestaureerd en is uitgerust met drie koppels maalstenen, waarvan er twee worden gebruikt voor het malen van graan. Een beroepsmolenaar stelt de molen samen met vrijwilligers enkele keren per week in bedrijf.
De naastgelegen molenschuur fungeert als bezoekerscentrum waar mensen informatie kunnen krijgen over Park Sonsbeek en over de natuur in de stad. Samen vormen molen en bezoekerscentrum de Molenplaats Sonsbeek (eerder Bezoekerscentrum De Watermolen en Bezoekerscentrum Sonsbeek genoemd).